# Английские законы о бедных
Английские законы о бедных (англ. English Poor Laws) были системой помощи бедным людям, которая существовала в Англии и Уэльсе и были развитием поздне-средневековых законов и законов эпохи Тюдоров. Система законов о бедных существовала вплоть до появления современного «государства всеобщего благоденствия» после Второй мировой войны.
Историю английского законодательства о бедных можно проследить до 1536 года, когда оно было введено для борьбы с нищими, хотя и до этого существовало гораздо более раннее законодательство Тюдоров для борьбы с проблемами, создаваемыми бродягами и попрошайками. В истории законов о бедных в Англии и Уэльсе принято различать «Старый Закон о Бедных» и «Новый Закон о Бедных». Старый Закон о Бедных был принят во времена правления Елизаветы I. Новый Закон о Бедных, принятый в 1834 году, существенно изменил старую систему, заменив локальную хаотичную систему управления высоко централизованной системой, с упором на создание больших работных домов.
Законы о бедных формально не отменялись до принятия в 1948 году Национального закона о помощи (National Assistance Act 1948), а некоторые части законов оставались в действующими вплоть до 1967 года. Система законов о бедных пришла в упадок в начале 20 века ввиду нескольких обстоятельств, таких как введение либеральных социальных реформ и доступности других источников поддержки от общественных организаций и профсоюзов, а также проведением частичных реформ в обход системы законов о бедных.

## Средневековые законы о бедных
Наиболее ранним законом о бедных был «Указ о работниках» (Ordinance of Labourers), изданный королëм Эдуардом III от 18 июня 1349 года и переизданный в 1350. Указ был издан в качестве ответа на последствия пандемии чумы в 1348—1350, когда вымерло приблизительно 30—40 % населения, и был направлен на то, чтобы заставить всех здоровых работать. Уменьшение населения вызвало дефицит сельскохозяйственных рабочих в экономике Британии. Землевладельцы столкнулись с необходимостью повышения зарплаты работникам, чтобы те согласились работать на них, или должны были мириться с тем, что их земли оставались необработанными. Зарплаты работников выросли и это привело к инфляции, поскольку стоимость производства продуктов увеличилась. В качестве попытки обуздать цены, Указ (и последующие законодательные акты, такие как «Уложение о работниках» (Statute of Labourers)), требовал чтобы все, кто могли работать, работали, а также чтобы зарплаты оставались на том уровне, на котором они находились до чумы и чтобы цены на продукты не завышались. Кроме того, «Кембриджский устав» (Statute of Cambridge) от 1388 года устанавливал ограничения на передвижения попрошаек.

## Законы о бедных времëн Тюдоров
Возникновение английской системы законов о бедных можно проследить до позднесредневековых статутов, имеющих дело с попрошайками и бродяжничеством, однако только в период правления Тюдоров система законов о бедных была кодифицирована. Монастыри были в упадке и их окончательный роспуск во времена Реформации привëл к тому, что сбор средств для помощи бедным из добровольного превратился в обязательный налог, собираемый на окружном уровне (или приходском уровне).
Попытки Тюдоров решить проблему бедных начинаются во времена правления короля Генриха VII. В 1495 году парламент принял статут, предписывающий властям «хватать всех таких бродяг, бездельников и подозрительных и заковывать в колодки, и держать их так три дня и три ночи на хлебе и воде; и по истечении этих трёх дней и трёх ночей выпускать их на волю, приказывая, чтобы те больше не появлялись в городе». Это не решало проблему бедности, а просто убирало её с глаз долой или перемещало её из одного города в другой. Более того, не делалось никаких различий между бродягами и безработными — и те, и другие причислялись к бездельникам, которых надо только наказывать и ничего более.
В 1530 во время царствования Генриха VIII была выпущена прокламация, характеризующая безделье как «мать и корень всех зол» и заменявшая колодки на розги для наказания бродяг. Это нововведение было подтверждено в статуте следующего года, с одним важным изменением: было сделано различие между «немощными нищими» и «работоспособными попрошайками», давая старым, больным и инвалидам право просить подаяние. Прошение милостыни здоровым человеком было объявлено преступлением. Бродяги и нищие, которым не выдали официальное разрешение на сбор подаяния в качестве лиц, ставших нищими не по своей вине, подлежали наказанию розгами. Причём их следовало обнажёнными привязывать к тачке и бить до тех пор, пока кровь не заструится по телу. Затем с них следовало брать обещание вернуться туда, где они прожили последние три года, и вновь приступить к труду. Однако по-прежнему не было предусмотрено ничего на тот случай, если здоровый человек просто не мог найти работу. Все работоспособные попадали в одну категорию. Те, кто не могли найти работу, имели единственный выбор: умереть с голоду или нарушить закон.
В 1535 году был составлен закон, призывающий создать систему общественных работ для борьбы с проблемой безработицы, финансируемую налогом на доход и капитал. Закон от 1535 года усиливал наказание. Так, если бродяга попадался во второй раз, наказание плетьми повторялось и, кроме того, отрезалась половина уха. Если же бродяга попадался в третий раз, его подвергали смертной казни. Годом позже был принят закон, разрешающий пороть бродяг кнутом. В правление Генриха VIII (1509-1547) только за бродяжничество было казнено 72 тысячи человек.
Для здоровых бедняков жизнь стала ещё тяжелей во время правления Эдуарда VI. В 1547 году был принят закон, поставивший бродяг-попрошаек перед угрозой ещё более суровых наказаний, а именно — двумя годами каторжных работ и клеймением литерой «V» за первое нарушение, и смертной казнью за второе нарушение. Мировые суды неохотно применяли эти наказания в полной мере. Правительство Елизаветы I, преемницы Эдуарда VI после Марии I, также склонялось к жестокостям в отношении к нищим бродягам. Принятый в 1572 году акт предписывал протыкать нарушителям ухо за первое нарушение, а упорствующих и назойливых попрошаек предписывалось вешать. Однако в этом акте также было впервые проведено ясное различие между профессиональными попрошайками и теми, кто не мог найти работу не по своей вине. Первый полный свод законов о помощи бедным появился в 1597 году как «Акт о помощи бедным» (Act for the Relief of the Poor). Логичным продолжением был елизаветинский Закон о бедных 1601 года. Объективными причинами возникновения елизаветинской системы законов о бедных являются ухудшающееся экономические условия в Англии шестнадцатого века. Историк Джорж Бойер (George Boyer) утверждает, что Англия страдала от высокой инфляции, вызванной в это время ростом населения, уменьшением содержания благородных металлов в монетах (порча монет) и притоком американского серебра. Низкие урожаи в период с 1595—98 годов вызвали увеличение бедности в условиях сократившихся пожертвований после закрытия монастырей и роспуска религиозных гильдий.

## Старый закон о бедных
Елизаветинский Закон о бедных 1601 года формализовал ранние практики помощи бедным, содержащиеся в Акте о помощи бедным 1597 года, однако на него ссылаются как на начало старого законодательства о бедных. Закон создал систему, управляемую на окружном уровне и финансируемую из коммунальных сборов. Помощь тем, кто был слишком болен или слишком стар для работы, так называемым «беспомощным бедным» (impotent poor), была в виде выплат или выдачи продуктов питания (приходской хлеб) или одежды и известна как «помощь вне домов» (outdoor relief). Некоторых старых людей размещали в приходских богадельнях, хотя, как правило, это были частные благотворительные учреждения. В то же самое время работоспособных попрошаек, которые отказывались работать, часто помещали в исправительные дома или даже подвергали избиениям, чтобы изменить их отношение к работе. Помощь работоспособным в работных домах была относительной редкостью и большинство работных домов появились позже. В законе 1601 года говорилось, что родители и дети ответственны друг за друга, и престарелые родители должны жить вместе со своими детьми. Старый закон о бедных был системой на уровне округов. Было примерно 1500 таких округов вокруг приходских церквей. Система допускала деспотическое поведение со стороны надзирателей за бедными (Overseers of the Poor), но поскольку надзиратели знали всех своих бродяг, считалось, что они способны отделить тех, кто заслуживает помощь, от тех, кто её не заслуживает, что делало систему одновременно более человечной и первоначально более эффективной. Елизаветинский закон о бедных действовал во время, когда население было достаточно немногочисленно, так что каждый знал каждого и, следовательно, обстоятельства жизни людей были известны, и не желающие работать нищие не могли претендовать на приходскую помощь. Такая система успешно обеспечивала социальную стабильность вплоть до 1750 года, когда её пришлось изменять, чтобы справиться с ростом численности населения, большей мобильностью населения и региональными вариациями цен.
Акт 1601 года был рассчитан на оседлых бедняков, которые временно лишились работы. Предполагалось, что они примут помощь внутри домов или помощь вне домов. Ни один из видов борьбы с бедностью не рассматривался в этот период времени как слишком суровый. Акт предназначался для борьбы с попрошайками, в которых видели угрозу общественному порядку. Акт был принят в то время, когда бедность рассматривалась как необходимость, потому что страх бедности заставлял людей работать. В 1607 году в каждом графстве был создан исправительный дом. Однако эта система была отдельной от системы 1601 года. Существовали значительные вариации в применении закона и были тенденции перемещения нуждающихся к более щедрым приходам, которые обычно располагались в городах. Это привело к принятию Акта оседлости в 1662 году (Settlement Act), также известен как Акт о помощи бедным, который позволял предоставлять помощь только коренным жителям округа, связанным с данным округом посредством места рождения, брачными связями или учëбой. К сожалению, законы уменьшили подвижность рабочей силы и отбили у бедняков желание покидать свои округа в поисках работы. Они также привели к тому, что работодатели стремились заключать контракты на короткий срок (например, на 364 дня), чтобы работник не мог получить права на помощь для бедных. Бедняк должен был доказать, что он местный. Если он не мог этого сделать, его отправляли в другой округ, который был ближе к его месту рождения, или туда, где он мог доказать свои связи. Некоторых бедняков перемещали на сотни миль. Хотя каждый округ, через который проходили эти бедняки, не был ответственен за них, им было положено предоставить еду и питье и крышу, по крайней мере, на одну ночь. В 1697 году был принят акт, требовавший от тех, кто попрошайничает, носить знак из красной или синей ткани на правом плече с вышитой буквой «Р» и инициалами своего округа. Однако эта практика не прижилась.
Движение работных домов началось в конце 17-го века с учреждения Парламентом в 1696 году Бристольского объединения бедных (Bristol Corporation of the Poor). Объединение создало работный дом, который объединял жильё и заботу о бедных с домом коррекции для мелких правонарушителей. Вслед за Бристолем двенадцать других городов основали схожие объединения в течение последующих двадцати лет. Поскольку создание каждой корпорации требовало отдельного акта парламента, такая система не подходила для мелких городов и индивидуальных округов. Начиная с прихода города Олни, графство Букингемшир в 1714 году несколько десятков малых городов и отдельных округов основали свои собственные учреждения без каких-либо специальных законодательных разрешений. Эти учреждения концентрировались в Центрально-Южной области и в графстве Эссекс. С конца 1710-х годов Общество продвижения христианского знания (Society for the Promotion of Christian Knowledge) начало продвигать идею приходских работных домов. Общество опубликовало несколько памфлетов по этому вопросу и поддержало сэра Эдварда Кнатчхбулла (Sir Edward Knatchbull) в его попытках провести в 1723 году через парламент Акт о работных домах (Workhouse Test Act). Акт предоставлял законное право учреждать приходские работные дома как отдельным приходам, так и объединениям из нескольких приходов. Что ещё важнее, акт разрекламировал идею создания приходских работных домов. К 1776 году в Англии и Уэльсе было создано примерно 1912 приходских и совместных работных домов, в которых находилось примерно 100000 бедняков.
Хотя многие приходы ожидали, что работа бедняков в работных домах будет приносить прибыль, подавляющее большинство людей, вынужденных находиться в работных домах, были больными, стариками или детьми, чей труд в большинстве случаев не приносил никакой прибыли. Потребности, запросы и ожидания бедняков также повлияли на то, что работные дома приобрели характер общих учреждений социальной политики, соединяя в себе функции яслей, ночных пристанищ, домов престарелых и сиротских приютов. В 1782 году Томасу Гильберту (Thomas Gilbert), в конце концов, удалось провести акт, который предоставлял дома бедных только для престарелых и немощных и устанавливал систему помощи вне домов тем, кто мог работать. Это была основа для развития Спинхамландской системы (Speenhamland system), которая оказывала денежную помощь малооплачиваемым работникам. Законы о поселении были изменены актом о высылке нищих (Poor Removal Act) от 1795 года, который запрещал удаление бродяг из округа, если те не подавали прошение о помощи.
Во время Наполеоновских войн стало невозможно импортировать дешёвое зерно в Британию, что вызвало повышение цен на хлеб. Поскольку зарплаты не повысились, многие крестьяне были ввергнуты в нищету. 1815 год был отмечен сильными народными волнениями из-за промышленной и сельскохозяйственной депрессии и высокой безработицы, последовавшими за французскими войнами. В это время общественное отношение к бедности начало меняться и начали обсуждаться меры по изменению системы.
Систему законов о бедных критиковали за то, что она вносит перекосы в свободный рынок, и в 1816 году парламентская комиссия рассмотрела вопрос об изменении системы, в результате появились Акты Стурга-Борна (Sturges-Bourne Acts). К 1820 году, до принятия Акта об улучшении законов о бедных (Poor Law Amendment Act), работные дома уже строились, чтобы уменьшить быстро нарастающие расходы на помощь бедным. Историк Бойер предлагает несколько возможных причин постепенного роста социальной помощи бедным, которую получали здоровые мужчины: огораживание, уменьшение производства, такого как прядение шерсти и производство ниток. Бойер также утверждает, что фермерам удавалось использовать систему помощи бедным, чтобы переложить часть своих издержек на налогоплательщика.

## Королевская комиссия
Королевская комиссия по делам бедных (Royal Commission into the Operation of the Poor Laws) была создана в 1832 году после участившихся случаев намеренного разрушения и поломки машин во время Бунтов Свинга (Swing Riots). «Комиссией из девяти», в которую входил Нассау Уильям Сениор, был подготовлен доклад, который был представлен секретарём Эдвином Чедвиком. Главным вопросом, который интересовал Комиссию, был вопрос о незаконнорождённых детях (бастардах), что отражает влияние мальтузианцев, и опасения, что практики старого закона о бедных подрывают позиции независимых тружеников. Особенное внимание было сосредоточено на двух практиках: системе полицейских инспекторов, где инспектора нанимали нищих на работу в качестве дешёвой рабочей силы и Спинхамландской системе, которая субсидировала низкие зарплаты без предоставления непосредственной помощи. В докладе был сделан вывод, что существующие законы о бедных негативно сказываются на благополучии страны тем, что вмешиваются в естественные законы спроса и предложения, что существующие способы помощи бедным дают возможность работодателям занижать зарплаты и делают бедность неизбежной.
Комиссия предложила, чтобы новый закон руководствовался двумя основными принципами:
1) Меньшая доступность («less eligibility»): нищий должен иметь право попасть в работный дом при условии, что его положение хуже, чем у беднейшего «свободного» работника вне работного дома.
2) Присутствие в работном доме, то есть помощь доступна только тем, кто находится в работном доме. Реформированные работные дома должны были стать непривлекательными, чтобы все, кто мог прожить вне работных домов, предпочли бы туда не попадать.
Однако когда акт был принят, он был частично смягчен. Требование присутствия в работном доме и идея о меньшей доступности никогда не упоминались и рекомендация Королевской Комиссии об отмене помощи вне домов никогда не была воплощена на практике. Доклад также рекомендовал создать отдельные работные дома для пожилых, больных, малолетних, работоспособных женщин и работоспособных мужчин. Доклад также утверждал, что приходы должны быть сгруппированы в объединения, для того чтобы равномерно распределять расходы на содержание работных домов, для чего было необходимо создать централизованное управление. Комиссии графа Грея понадобился год для написания этого доклада. Рекомендации легко прошли через парламент и получили поддержку обеих основных партий (Вигов и Тори). Билль получил королевскую санкцию в 1834 году. Те немногие, кто возражал против билля, скорее были озабочены централизацией, которую он привнесёт, чем утилитаристской философией, которая была в его основе.

## Новый закон о бедных
Акт об улучшении закона о бедных был принят в 1834 году при правительстве лорда Мельбурна и в общих чертах осуществил идеи, содержащиеся в докладе Королевской Комиссии, который та представила двумя годами ранее. Новый закон о бедных рассматривается многими как «один из законов 19 века с наиболее далеко идущими последствиями» и как «классический пример законодательной реформы периода Вигов-Бентамитов». Акт был направлен на уменьшение налогового бремени, и может рассматриваться как попытка правительства Вигов заручиться поддержкой классов, получивших право голоса в результате принятия Великой реформы избирательного права (Great Reform Act). Несмотря на то, что он назывался как «акт об улучшении», на самом деле он полностью пересматривал существующую систему, и устанавливал создание Комиссии по делам бедных (Poor Law Commission). Акт предусматривал объединение малых округов в союзы для бедных (Poor Law Unions) и постройку работных домов в каждом из таких союзов для предоставления помощи бедным. Хотя целью закона было уменьшение расходов для налогоплательщиков, структура финансирования системы законов о бедных осталась без изменений и продолжала оплачиваться из налогов на собственность средних классов.
Несмотря на попытки запретить помощь вне работных домов, округа продолжали её предоставлять в качестве наиболее эффективного средства борьбы с нищетой. Указ о проверке работников, получающих помощь вне домов (Outdoor Labor Test Order), и Указ о запрете помощи вне домов (Outdoor Relief Prohibitory Order) были изданы в попытке пресечь получение бедняками помощи вне работных домов. Применение нового закона на индустриальном севере Англии (в районе, который никогда не рассматривался при подготовке закона), привело к катастрофическим последствиям. Кризисы, вызванные падениями биржевых индексов, привели к циклической безработице многих людей, которые не желали вступать в работные дома, несмотря даже на отсутствие иных методов получения помощи. Злоупотребления и недостатки системы хорошо описаны в романах Чарльза Диккенса и Фрэнсис Троллоп. Несмотря на стремления реформаторов, новому закону о бедных не удалось сделать жизнь в работных домах хуже, чем вне работных домов. Проблема заключалась в том, что для того, чтобы сделать питание обитателей работных домов хуже, чем то, на которое они могли бы рассчитывать, находясь вне работного дома, их пришлось бы морить голодом до истощения. По этой причине были придуманы иные методы воспрепятствования вступлению в работный дом. Эти методы варьировались от введения специальной униформы тюремного стиля, до разделения обитателей на группы — обычно мужчины и женщины, девочки и мальчики содержались отдельно.
Актом устанавливалось, что ни один работоспособный человек не должен получать деньги или другую помощь от администрации системы помощи бедным, кроме как в работном доме. Условия должны быть такими, чтобы людям не хотелось обращаться за помощью. Работные дома должны были быть построены в каждом округе и если округи были слишком малы, их следовало было объединить вместе в «Союзы работных домов». Специальные комиссары должны были выполнять надзор и несли ответственность за реализацию акта. По разным причинам оказалось невозможным исполнить некоторые положения акта. Меньшая привлекательность была в некоторых случаях невозможна без голода среди бедняков и высокая стоимость строительства работных домов, которая должна была быть возложена на налогоплательщиков, вели к тому, что помощь вне работных домов продолжала оставаться популярной.
Произошедший в 1846 году скандал в Андоверском работном доме (Andover workhouse scandal), где условия содержания были признаны бесчеловечными и опасными, заставил правительство упразднить Комиссию по делам бедных, которая была заменена Комитетом по делам бедных (Poor Law Board), что означало — системой по делам бедных должна была руководить парламентская комиссия, с кабинетом министров во главе. Несмотря на это, случился ещё один скандал вокруг бесчеловечных условий содержания бедняков в Хаддерсфиелдском работном доме.

## Упадок и упразднение
Система законов о бедных начала приходить в упадок из-за доступности других форм помощи. Сообщества друзей (friendly societies) предоставляли помощь для своих членов в обход системы законов о бедных. Некоторые профсоюзы также предоставляли помощь своим членам. Акт об упразднении дисквалификации больных иждивенцев (Medical Relief Disqualification Removal Act) от 1885 года означал, что люди, получающие медицинскую помощь из налогов для бедных, более не отстранялись от участия в выборах. Чамберленский циркуляр от 1886 года поощрял местные правительственные управления к созданию проектов работ, если уровни безработицы превышали те, с которыми могли справиться работные дома. В 1905 году консерваторы приняли Акт безработного трудящегося (Unemployed Workman Act), который предоставлял временное трудоустройство рабочим во время безработицы.
В 1905 году была создана Королевская комиссия для расследования вопроса о том, какие изменения должны быть внесены в закон о бедных. Комиссия составила два противоречащих друг другу отчёта, но оба исследования были в основном проигнорированы Либеральным правительством в то время, когда оно создавало свою собственную схему социальной помощи. Социальные реформы Либерального правительства были проведены таким образом, чтобы социальная помощь не имела следов прежнего закона о бедных. В числе прочего были введены пенсии по возрасту и национальное страхование, после чего количество людей в старой системе уменьшилось. С 1911 года термин «Работный дом» был заменён на «Учреждение для бедных» (Poor Law Institution). В межвоенный период была создана система специальных проверок доходов, но уже не как часть системы законов о бедных, а как попытка предоставить помощь, избегая нищенства. Есть свидетельства того, что во время Первой Мировой войны некоторые работные дома использовались в качестве госпиталей для раненных военнослужащих. Система законов о бедных расширилась в годы между войнами, несмотря на распространение системы страхования от безработицы практически на всех работников, кроме самозанятых. Многих из этих работников обеспечили помощью вне домов. Одним из аспектов закона о бедных, который продолжал вызывать недовольство, был тот, что бремя помощи бедным не распределялось равномерно между богатыми и бедными регионами, а скорее ложилось наиболее тяжело на районы, где проблема бедности была наиболее острой. Это был один из центральных вопросов «Попларского налогового протеста» (Poplar Rates Rebellion) во главе с Джорджем Лансбери (George Lansbury) и другими в 1921 году. В 1921 Лансбери начал атаку на систему работных домов, издав памфлет под названием «Долой работные дома!» (Smash Up the Workhouse!).
Бедность в межвоенные годы (1918—1939) привела к серии мер, которые фактически уничтожили систему законов о бедных. После общей забастовки шахтёров, которую поддержали некоторые члены опекунского совета, был принят Акт совета опекунов (The Board of Guardians Act). Работные дома были официально упразднены Актом местного управления (Local Government Act). В 1934 был учреждён Комитет по трудоустройству (Unemployment Assistance Board), для того чтобы помогать тем, кто не был охвачен Актом национального страхования от 1911 года, принятом либералами, и к 1937 году трудоспособные малоимущие были вовлечены в эту схему. К 1936 году только 13 % людей всё ещё получали помощь внутри какого-либо заведения. В 1948 году система законов о бедных была окончательно упразднена с введением современной системы социальной помощи и принятием Акта о национальной помощи. Акт национальной системы здравоохранения от 1946 года вступил в силу в 1948 году и создал современную систему здравоохранения.

## Дополнительная информация
- Blaug, Mark. The Myth of the Old Poor Law and the Making of the New Journal of Economic History 23 (1963): 151-84. JSTOR
- Blaug, Mark. The Poor Law Report Re-examined Journal of Economic History (1964) 24: 229-45. JSTOR
- Boot, H. M. Unemployment and Poor Law Relief in Manchester, 1845-5 Social History 15 (1990): 217-28. JSTOR
- Booth, Charles. The Aged Poor in England and Wales. London: MacMillan, 1894. Internet Archive
- Boyer, George R. Poor Relief, Informal Assistance, and Short Time during the Lancashire Cotton Famine Explorations in Economic History 34 (1997): 56-76.
- Boyer, George R. An Economic History of the English Poor Law, 1750—1850. Cambridge: Cambridge University Press, 1990 ISBN 978-0-521-36479-9 Google Books
- Brundage, Anthony. The Making of the New Poor Law. New Brunswick, N.J.: Rutgers University Press, 1978. ISBN 978-0-8135-0855-9
- Clark, Gregory. Farm Wages and Living Standards in the Industrial Revolution: England, 1670—1869 Economic History Review, 2nd series 54 (2001): 477—505. UCDavis
- Clark, Gregory and Anthony Clark. Common Rights to Land in England, 1475—1839 Journal of Economic History 61 (2001): 1009-36. UCDavis
- Digby, Anne. The Labour Market and the Continuity of Social Policy after 1834: The Case of the Eastern Counties Economic History Review, 2nd series 28 (1975): 69-83.
- Eastwood, David. Governing Rural England: Tradition and Transformation in Local Government, 1780—1840. Oxford: Clarendon Press, 1994. ISBN 978-0-19-820481-7
- Fraser, Derek, editor. The New Poor Law in the Nineteenth Century. London: Macmillan, 1976.
- Hammond, J. L. and Barbara Hammond. The Village Labourer, 1760—1832. London: Longmans, Green, and Co., 1911.
- Hampson, E. M. The Treatment of Poverty in Cambridgeshire, 1597—1834. Cambridge: Cambridge University Press, 1934 (reissued by Cambridge University Press, 2009; ISBN 978-1-108-00234-9)
- Humphries, Jane. Enclosures, Common Rights, and Women: The Proletarianization of Families in the Late Eighteenth and Early Nineteenth Centuries (1990): 17-42.
- King, Steven. Poverty and Welfare in England, 1700—1850: A Regional Perspective. Manchester: Manchester University Press, 2000.
- Lees, Lynn Hollen. The Solidarities of Strangers: The English Poor Laws and the People, 1770—1948. Cambridge: Cambridge University Press, 1998.
- Lindert, Peter H. Poor Relief before the Welfare State: Britain versus the Continent, 1780—1880 European Review of Economic History 2 (1998): 101-40.
- MacKinnon, Mary. English Poor Law Policy and the Crusade Against Outrelief Journal of Economic History 47 (1987): 603-25.
- Marshall, J. D. The Old Poor Law, 1795—1834. 2nd edition. London: Macmillan, 1985.
- Pinchbeck, Ivy. Women Workers and the Industrial Revolution, 1750—1850. London: Routledge, 1930.
- Pound, John. Poverty and Vagrancy in Tudor England, 2nd edition. London: Longmans, 1986.
- Rose, Michael E. The New Poor Law in an Industrial Area. in The Industrial Revolution, edited by *R.M. Hartwell. Oxford: Oxford University Press, 1970.
- Rose, Michael E. The English Poor Law, 1780—1930. Newton Abbot: David & Charles, 1971.
- Shaw-Taylor, Leigh. «Parliamentary Enclosure and the Emergence of an English Agricultural Proletariat.» Journal of Economic History 61 (2001): 640-62.
- Slack, Paul. Poverty and Policy in Tudor and Stuart England. London: Longmans, 1988.
- Slack, Paul. The English Poor Law, 1531—1782. London: Macmillan, 1990.
- Smith, Richard (1996). Charity, Self-interest and Welfare: Reflections from Demographic and Family History in Charity, Self-Interest and Welfare in the English Past.
- Sokoll, Thomas. Household and Family among the Poor: The Case of Two Essex Communities in the Late Eighteenth and Early Nineteenth Centuries. 1993.
- Solar, Peter M. «Poor Relief and English Economic Development before the Industrial Revolution.» Economic History Review, 2nd series 48 (1995): 1-22.
- Tawney, R. H. Religion and the Rise of Capitalism: A Historical Study. London: J. Murray, 1926.
- Webb, Sidney and Beatrice Webb. English Poor Law History. Part I: The Old Poor Law. London: Longmans, 1927.
- Webb, Sidney and Beatrice Webb. English poor law policy (1910)